# Bezirksliga Oberschlesien 1933/34
Die Bezirksliga Oberschlesien 1933/34 war die erste Spielzeit der Bezirksliga Oberschlesien. Sie diente, neben der Bezirksliga Niederschlesien 1933/34 und der Bezirksliga Mittelschlesien 1933/34 als eine von drei zweitklassigen Bezirksligen als Unterbau der Gauliga Schlesien. Der Meister der drei Bezirksklassen qualifizierten sich für eine Aufstiegsrunde, in der zwei Aufsteiger zur Gauliga ausgespielt wurden.
Die Bezirksliga Oberschlesien wurde in dieser Saison in einer Gruppe mit zwölf Mannschaften im Rundenturnier mit Hin- und Rückspiel ausgetragen. Am Ende setzte sich die SpVgg Deichsel Hindenburg durch und qualifizierte sich dadurch für die  Aufstiegsrunde zur Gauliga Schlesien 1934/35, bei der sich die Hindenburger gemeinsam mit dem SC Schlesien Haynau durchsetzten und somit zur kommenden Saison in die Gauliga aufstiegen.

## Teilnehmer

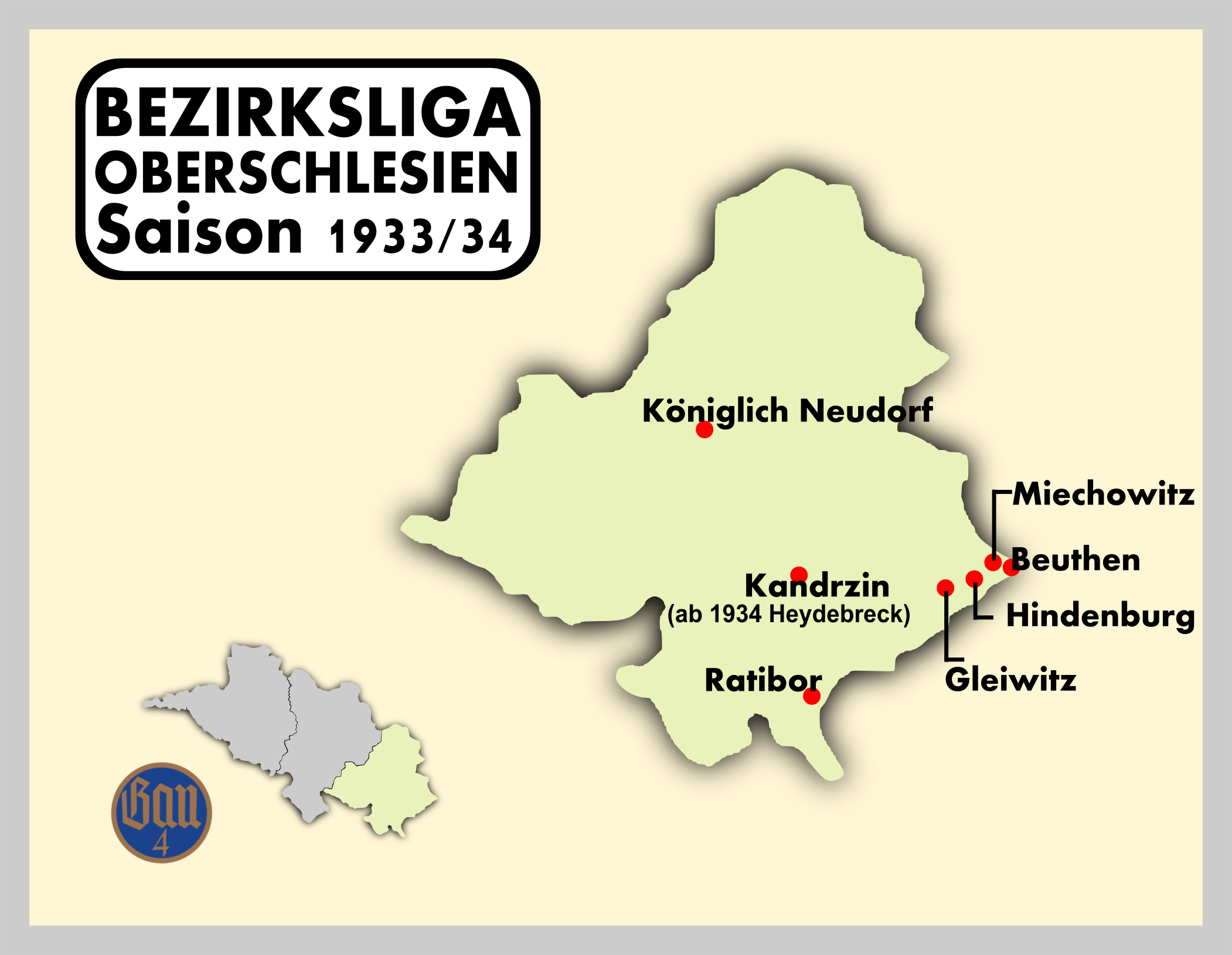
Spielorte der Bezirksliga Oberschlesien 1933/34.

Für die erste Austragung der Bezirksliga Oberschlesien qualifizierten sich folgende Mannschaften:
- Platz 5–8 aus der Bezirksklasse Oberschlesien 1932/33:
  - VfB 1910 Gleiwitz
  - SpVgg Deichsel Hindenburg
  - SuSV 1912 Miechowitz
  - SV 1919 Ostrog

- 4 Aufsteiger aus der Kreisklasse Oberschlesien Land 1932/33:
  - SV Preußen Ratibor
  - Sportfreunde 1921 Ratibor
  - Reichsbahn SV Vorwärts Kandrzin
  - SV 1912 Königlich Neudorf

- 4 Aufsteiger aus der Kreisklasse Oberschlesien Industrie 1932/33:
  - Reichsbahn-SV Gleiwitz
  - SC Germania Sosnitza
  - SpVgg-VfB 1918 Beuthen
  - SV Delbrückschächte Hindenburg

## Abschlusstabelle
| Pl. | Verein                              | Sp. | S  | U | N  | Tore    | Quote | Punkte |
| --- | ----------------------------------- | --- | -- | - | -- | ------- | ----- | ------ |
| 1.  | SpVgg Deichsel Hindenburg           | 22  | 16 | 3 | 3  | 069:340 | 2,03  | 35:90  |
| 2.  | SV 1919 Ostrog                      | 22  | 13 | 7 | 2  | 071:340 | 2,09  | 33:11  |
| 3.  | SV Preußen Ratibor                  | 22  | 11 | 6 | 5  | 054:330 | 1,64  | 28:16  |
| 4.  | SuSV 1912 Miechowitz                | 22  | 11 | 2 | 9  | 045:440 | 1,02  | 24:20  |
| 5.  | Sportfreunde 1921 Ratibor           | 22  | 10 | 2 | 10 | 062:580 | 1,07  | 22:22  |
| 6.  | Reichsbahn-SV Gleiwitz              | 22  | 9  | 4 | 9  | 055:590 | 0,93  | 22:22  |
| 7.  | VfB 1910 Gleiwitz                   | 22  | 9  | 3 | 10 | 056:460 | 1,22  | 21:23  |
| 8.  | SC Germania Sosnitza                | 22  | 8  | 5 | 9  | 061:600 | 1,02  | 21:23  |
| 9.  | SpVgg-VfB 1918 Beuthen              | 22  | 8  | 3 | 11 | 042:620 | 0,68  | 19:25  |
| 10. | SV Delbrückschächte Hindenburg      | 22  | 7  | 4 | 11 | 033:450 | 0,73  | 18:26  |
| 11. | Reichsbahn SV Vorwärts Heydebreck A | 22  | 3  | 5 | 14 | 032:670 | 0,48  | 11:33  |
| 12. | SV 1912 Königlich Neudorf           | 22  | 4  | 2 | 16 | 025:630 | 0,40  | 10:34  |

## Aufstiegsrunde
In der Aufstiegsrunde spielten die einzelnen Gewinner der 1. Kreisklassen um die beiden Aufstiegsplätze zur Bezirksliga Oberschlesien 1934/35.

### Gruppe 1
Vorrunde
| Datum                              |                 | Ergebnis |                           | Ort       |
| ---------------------------------- | --------------- | -------- | ------------------------- | --------- |
| 27. Mai 1934                       | SpVgg Kreuzburg | 2:3      | Sportfreunde Mikultschütz | Kreuzburg |
| Beuthener BC erhielte ein Freilos. |                 |          |                           |           |

Endspiel
| Datum         |                           | Ergebnis  |              | Ort          |
| ------------- | ------------------------- | --------- | ------------ | ------------ |
| 10. Juni 1934 | Sportfreunde Mikultschütz | 2:1 n. V. | Beuthener BC | Mikultschütz |

### Gruppe 2
Vorrunde
| Datum         |                  | Ergebnis  |                          | Ort     |
| ------------- | ---------------- | --------- | ------------------------ | ------- |
| 27. Mai 1934  | Neuer SV Cosel   | 2:0       | SVgg Oberhütten Gleiwitz | Cosel   |
| 24. Juni 1934 | DSC Bata Ottmuth | 1:1 n. V. | SSC Neiße                | Ottmuth |

Wiederholungsspiel
| Datum        |           | Ergebnis  |                  | Ort   |
| ------------ | --------- | --------- | ---------------- | ----- |
| 1. Juli 1934 | SSC Neiße | 2:3 n. V. | DSC Bata Ottmuth | Neiße |

Endspiele
| Datum           |                | Ergebnis |                  | Ort   |
| --------------- | -------------- | -------- | ---------------- | ----- |
| 19. August 1934 | Neuer SV Cosel | 1:2      | DSC Bata Ottmuth | Cosel |